# Герасим (Строганов)
Гера́сим (в миру Па́вел Я́ковлевич Стро́ганов; 15 (27) февраля 1876, село Бизюково, Дорогобужский уезд, Смоленская губерния — 8 мая 1934, Черкассы) — деятель обновленчества, архиепископ Черкасский. До 1922 года — епископ Русской православной церкви.

## Биография
Родился 15 февраля 1876 года в селе Бизюково Смоленской губернии (ныне Дорогобужский район Смоленской области) в семье священника. В 1890 году окончил Смоленское духовное училище. В 1896 году окончил Смоленскую духовную семинарию.
С 26 сентября 1896 года служил надзирателем за учениками церковно-приходской школы при Богоявленском мужском монастыре в Москве.
С 8 августа 1897 года уволен за штат, в связи с поступлением в Казанскую духовную академию, которую окончил в 1901 году со степенью кандидата богословия.
С 25 октября 1901 года — преподаватель Могилёвской духовной семинарии в чине надворного советника. Одновременно с 1 декабря 1906 года хранитель Могилевского церковно-археологического музея. 25 октября 1909 года произведен в чин коллежского советника. Одновременно с 4 октября 1912 года наблюдатель церковно-приходских школ Могилёвского уезда. В 1915 году имел чин статского советника.
После 1915 года принял монашество. Рукоположен в сан иеромонаха. Был насельником, затем настоятелем Шаргородского Николаевского мужского монастыря Подольской епархии.
В 1918 году хиротонисан во епископа Балтского, второго викария Подольской епархии.
В сентябре 1922 году Балтский уездный отдел ГПУ начал активную работу по насаждению обновленчества среди священства. В своём политическом отчёте за октябрь-ноябрь 1922 года председатель Балтского парткома сообщал: «Особое место в работе укома занимает вопрос о расколе церкви. За отчётный время нашей „тройкой“ была проделана большая подготовительная работа по поиску „соответствующих“ попов, подготовке к съезду „Живой церкви“. Съезд был назначен на 14 ноября, до этого времени мы подогнали процесс над епископом Балтским Герасимом [Строгановым] и его братией по обвинению в нарушении декретов советской власти касательно отделения церкви от государства (ведение дел по расторжению брака по старому образцу и т. д.). Весь съезд в полном составе присутствовал на этом процессе, вообще привлёк внимание широких рабочих и крестьянских масс. Этот процесс мы достаточной мере использовали с целью разложения церкви и антирелигиозной пропаганды. Мы заставили епископа и его окружение открыто перед всем народом покаяться во всех грехах против советской власти, против рабочих и крестьян. Епископ и братия были осуждены, конечно, но почва [для распространения „Живой церкви“] была подготовлена. Съезд, состоявшийся преимущественно из сторонников старой церкви, быстро „переориентировался“ и большинством принял устав „Живой церкви“, было избрано бюро для управления церковью в Балтском уезде, куда вошли в основном „наши“ попы, горячие поклонники „Живой церкви“. Так благополучно закончилась наша кампания по свержению старой церковной олигархии и основания новой „Живой церкви“. Теперь готовится кандидатура в епископы из членов „Живой церкви“».
Искать новую кандидатуру для Балтского обновленческого викариатства не пришлось, поскольку епископ Герасим согласился сотрудничать с обновленцами, в результате чего был оправдан и 14 ноября 1922 года возглавил обновленческую Балтскую епархию, которая по решению съезда была присоединена как викариатство Одесско-Херсонской епархии с центром в городе Балте.
19 июня 1923 года обновленческим Высшим церковным советом назначен епископом Глазовским, викарием и временным управляющим Вятской обновленческой епархии. 3 августа того же года прибыл в Вятку. 7 августа 1923 года становится председателем Вятского обновленческого епархиального управления. Кафедра располагалась в Троицком соборе Вятского кремля.
В книге «Архивы Кремля» приводится такая характеристика той ситуации: «К настоящему моменту в гор. Вятке имеется восемь обновленческих церквей, и восемь тихоновских, как обновленцы, так и никоновцы [sic] обладают — одинаковым количеством церквей, но симпатия верующих находится на стороне тихоновцев и как церкви всегда бывают переполнены. <…> Во главе обновленческого движения стоит епископ Герасим (СТРОГАНОВ) который совсем бездействует и относится безразлично, как к обновленцам, так и к тихоновцам, ожидая созыва поместного собора, а так же вновь организованный в гор. Вятке Губернский Обновленческий Комитет и Местное епархиальное управление ведут слабое руководство в обновленческом движении, главной причиной этому служит отсу[т]ствие всяких средств. С некоторым упадком и ослаблением деятельности обновленцев, наблюдается усиление тихоновщины, которые в своей работе среди верующей массы, занимаются антиобновленческой агитацией, и пропагандой, достигая этим своей цели и в результате чего, миряне выгоняют из церквей — обновленцев и востанавливают в правах Тихоновцев».
В ноябре 1923 года назначен обновленческим епископом Саратовским и Петровским с возведением в сан архиепископа. Кафедра располагалась в Александро-Невском соборе Саратова.
С января 1924 года — член Всероссийского обновленческого Синода.
В июне 1924 года был участником участник обновленческого Всероссийского предсоборного совещания.
3 марта 1925 года назначен архиепископом Владимирский и Ковровский, председатель Владимирского обновленческого епархиального управления. Кафедра располагалась в Успенском соборе года Владимира.
В октябре 1925 года участник 3-го Всероссийского поместного собора, на котором избран членом Всероссийского обновленческого Синода.
В октябре 1925 года перешёл в ведение Всеукраинского обновленческого синода.
8 июня 1926 года назначен архиепископом Черкасским, председателем Черкасского обновленческого епархиальною управления. 26 июня прибыл к новому месту службы. Кафедра располагалась в Николаевском соборе города Черкассы.
С 1927 года по май 1928 года также временно управлял Каменец-Подольской обновленческой епархией. Кафедра располагалась в Казанском соборе Каменца-Подольского.
В мае 1928 года был участником Третьего всеукраинского обновленческого поместного Собора.
Скончался 8 мая 1934 года в Черкассах.